# ピーク・スポーツ・プロダクト
匹克体育用品有限公司（簡体字中国語: 匹克体育用品有限公司、英語: Peak Sport Products Co., Limited）は、中華人民共和国の大手スポーツウェア、スポーツ用品メーカー。1989年に靴メーカーとして設立され、同社は2009年に香港証券取引所に上場したが、2017年8月に株式取引所の業績が低かったため買収された。

## スポンサー

### オリンピック
- アルジェリア
- ブラジル[2]
- キプロス
- エジプト
- アイスランド
- イラク
- ヨルダン
- レバノン
- ニュージーランド
- ルーマニア
- サウジアラビア
- スロベニア
- ウクライナ

#### NBA選手
- トニー・パーカー (主にサンアントニオ・スパーズで活躍）
- ミロシュ・テオドシッチ
- マシュー・デラベドバ
- ベイノ・ウードリック
- アンドリュー・ニコルソン
- ドワイト・ハワード
- ジョージ・ヒル
- ルー・ウィリアムズ（主にロサンゼルス・クリッパーズで活躍）
- カール・ランドリー
- アンソニー・モロ
- マイルズ・プラムリー
- カイル・シングラー

## 脚註
1. ↑  Historie on Peak.nl website
2. ↑  Esporte, Máquina do (2017年8月2日). “Nova no mercado brasileiro, Peak vestirá Time Brasil” (ポルトガル語). Máquina do Esporte 2018年5月31日閲覧。